# ACAA2
ACAA2 (англ. Acetyl-CoA acyltransferase 2) – білок, який кодується однойменним геном, розташованим у людей на короткому плечі 18-ї хромосоми. Довжина поліпептидного ланцюга білка становить 397 амінокислот, а молекулярна маса — 41 924.
| 10         |  | 20         |  | 30         |  | 40         |  | 50         |
| ---------- |  | ---------- |  | ---------- |  | ---------- |  | ---------- |
| MALLRGVFVV |  | AAKRTPFGAY |  | GGLLKDFTAT |  | DLSEFAAKAA |  | LSAGKVSPET |
| VDSVIMGNVL |  | QSSSDAIYLA |  | RHVGLRVGIP |  | KETPALTINR |  | LCGSGFQSIV |
| NGCQEICVKE |  | AEVVLCGGTE |  | SMSQAPYCVR |  | NVRFGTKLGS |  | DIKLEDSLWV |
| SLTDQHVQLP |  | MAMTAENLAV |  | KHKISREECD |  | KYALQSQQRW |  | KAANDAGYFN |
| DEMAPIEVKT |  | KKGKQTMQVD |  | EHARPQTTLE |  | QLQKLPPVFK |  | KDGTVTAGNA |
| SGVADGAGAV |  | IIASEDAVKK |  | HNFTPLARIV |  | GYFVSGCDPS |  | IMGIGPVPAI |
| SGALKKAGLS |  | LKDMDLVEVN |  | EAFAPQYLAV |  | ERSLDLDISK |  | TNVNGGAIAL |
| GHPLGGSGSR |  | ITAHLVHELR |  | RRGGKYAVGS |  | ACIGGGQGIA |  | VIIQSTA    |

A: Аланін

C: Цистеїн

D: Аспарагінова кислота

E: Глутамінова кислота

F: Фенілаланін

G: Гліцин

H: Гістидин

I: Ізолейцин

K: Лізин

L: Лейцин

M: Метіонін

N: Аспарагін

P: Пролін

Q: Глутамін

R: Аргінін

S: Серин

T: Треонін

V: Валін

W: Триптофан

Кодований геном білок за функціями належить до трансфераз, ацилтрансфераз, фосфопротеїнів. 
Задіяний у таких біологічних процесах, як метаболізм жирних кислот, метаболізм ліпідів, ацетилювання. 
Локалізований у мітохондрії.